# 全日本自治団体労働組合全国一般評議会
全日本自治団体労働組合全国一般評議会（ぜんにほんじちだんたいろうどうくみあいぜんこくいっぱんひょうぎかい、略称：自治労全国一般（じちろうぜんこくいっぱん））は、全日本自治団体労働組合（自治労）内の評議会組織である。各県の全国一般地方労働組合が加盟する。以前は全国一般労働組合（ぜんこくいっぱんろうどうくみあい）という単産であった。1988年に、連合への加盟を巡り意見がまとまらず、本部は加盟を決定したが脱退も多く、連合系、全労連系、全労協系の3つに分裂した。当記事で解説するのは分裂以前の全国一般および分裂後の連合系である。

## 概要

### 結成から分裂まで
戦後、企業別労働組合を続けてきた日本の労働組合は、職場の規模が小さい中小零細企業には組合が無かったり、あっても立場が弱かったりすることが多かった。1950年7月の日本労働組合総評議会（総評）結成。総評はこれら中小零細企業の労働者の組織化を1954年7月の大会で決定し、全国合同労働組合準備会が結成される。1955年7月、ついに全国一般合同労働組合連絡協議会（略称：全国一般）の結成に至る。1958年7月、全国一般合同労働組合連合となって総評に加盟。1960年6月には総評・全国一般労働組合に名称変更した。以来、組織拡大を積極的に進め、外国人労働者の組織化もする。
1980年代の労働戦線の再編の中で、1988年8月、全日本民間労働組合連合会（「連合」、または全民労連）に加盟した。だが、これらの流れに反発した地方組織や支部、分会が脱退し、同年に全労連・全国一般労働組合（全労連・全国一般、全労連に加盟）を、1991年12月には全国一般労働組合全国協議会（全労協・全国一般、全労協に加盟）を結成する。

### 連合加盟後
連合加盟後の全国一般は本部を東京都千代田区三崎町3-5-6 造船会館5Fに置き、中央執行委員長は浦俊治（2002年 - 2005年12月31日）であった。
全国一般は中小零細労働者が多いため、連合の中では比較的、左派路線を歩んでいた。
加入している組合員の主な業種は、第二次産業では食品、印刷、金属化学、建設、紙パルプなど。第三次産業では運輸、卸・小売、自動車教習所、福祉・医療、スーパー、レジャーなど。多くは中小零細企業の従業員であった。

### 自治労との組織統一
全国一般は、かねてから左派路線で共通する全日本自治団体労働組合（自治労）と交流をしていた。その流れの中で、全国一般は2004年の第58回大会で「組織統合に向けた検討協議を開始する」とし、自治労と組織統合に向けた検討、協議を始めた。そして2005年8月、第59回定期全国大会で「全国一般・中小労働運動の継承・前進をめざして」自治労との統合を決定し、自治労も第76回定期全国大会で圧倒的多数で統合を決定した。9月20日、自治労会館で統合の調印式が行われ、自治労と共に地域、平和、民主主義への運動の強化が謳われた。同年12月19日、東京で第60回臨時大会を開催。全国一般の解散を承認し、50年に及ぶ歴史に幕を閉じた。
その後、自治労全国一般評議会の結成総会が開かれ、議長に浦俊治委員長を、事務局長には三木茂書記次長を選出した。そして2006年1月1日、自治労と組織統合し、自治労全国一般評議会が自治労に設立された。地方本部の統合については2008年までに順次、統合する。

## 加盟組織
- 自治労全国一般青森労働組合
- 岩手中小一般労働組合
- 自治労全国一般山形地方労働組合
- 全国一般福島地方労働組合

- 全国一般東京地方労組
- 全国一般栃木地方労働組合
- 全国一般群馬地方労働組合
- 全国一般千葉地方労働組合
- 自治労全国一般山梨中小労働組合

- 全国一般新潟労働組合
- 全国一般長野地方労働組合
- 全国一般富山地方労働組合
- 全国一般石川地方労働組合
- 全国一般福井地方労働組合

- 自治労全国一般評議会愛知地方労働組合
- 全国一般三重地方労働組合
- 岐阜一般労働組合

- 全国一般滋賀地方労働組合
- 自治労京都府本部全国一般京都地方協議会
- 自治労全国一般奈良労働組合
- 全国一般大阪地方労働組合
- 全国一般兵庫地方労働組合
- 全国一般兵庫地方労働組合

- 全国一般岡山地方労働組合
- 全国一般広島地方労働組合
- 全国一般山口地方労働組合
- 全国一般鳥取地方労働組合
- 全国一般島根地方労働組合

- 全国一般香川地方労働組合
- 全国一般徳島地方労働組合
- 全国一般愛媛地方労働組合

- 全国一般福岡地方労働組合
- 全国一般佐賀労働組合
- 全国一般長崎地方労働組合
- 全国一般大分地方労働組合
- 自治労全国一般宮崎中小労働組合連合会
- 自治労全国一般熊本労働組合
- 自治労全国一般鹿児島地方労働組合

## 主な出来事
- 1969年10月 - 大阪地連の書記長、常任執行委員が傘下の組合の争議にからみ、会社側から個人的な協力金を受け取っていたことが表面化。もっとも卑しむべき反階級的行為であり許せないとして特別決議の上、定期大会で2人を解任した[1]。